# Isaiah Cousins
Isaiah Devonte Cousins (Mount Vernon, 13 marzo 1994) è un cestista statunitense.

## Carriera
Dopo quattro stagioni di NCAA viene scelto con la 59ª chiamata assoluta al Draft NBA 2016 dai Sacramento Kings, con i quali disputa la Summer League di Las Vegas e le partite di preseason, salvo poi essere tagliato e mandato a giocare in NBDL ai Reno Bighorns, formazione affiliata ai Kings.

## Palmarès
- Coppa di Lega israeliana: 1

Hapoel Gerusalemme: 2019